# Daewoo K2
El Daewoo K2 es un fusil de asalto surcoreano desarrollado por la Agencia para el Desarrollo de Defensa y fabricado por S&T Motiv (anteriormente Industrias de Precisión Daewoo). Es actualmente el fusil estándar de las Fuerzas Armadas de la República de Corea. Accionado por los gases del disparo, el K2 es capaz de disparar tanto el cartucho 5,56 x 45 OTAN como el cartucho .223 Remington. Este fusil reemplazó al M16A1 en las Fuerzas Armadas surcoreanas desde su adopción en 1985.

## Desarrollo

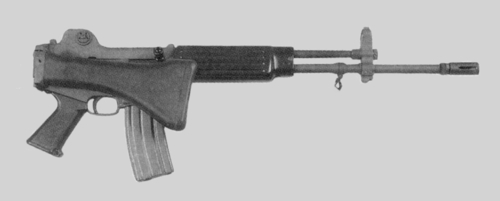
Un K2 con la culata plegada.

Aunque el fusil de asalto compacto K1 entró en servicio 3 años antes que el K2, el desarrollo del K2 empezó muchos años antes. Enfrentándose al posible vencimiento de la licencia para fabricar el M16A1 (Colt Modelo 603K), el presidente Park Chung-hee, que creía fuertemente en la autosuficiencia para la defensa nacional, ordenó el desarrollo de un fusil de asalto estándar nacional. Los ingenieros de la Agencia para el Desarrollo de Defensa empezaron en 1972 el proyecto llamado Fusil XB, que dio origen al fusil de asalto K2 en 1983. La Colt's Manufacturing Company alegó que el diseño había sido copiado del M16 y entabló un proceso legal, que perdió.[cita requerida]

## Diseño

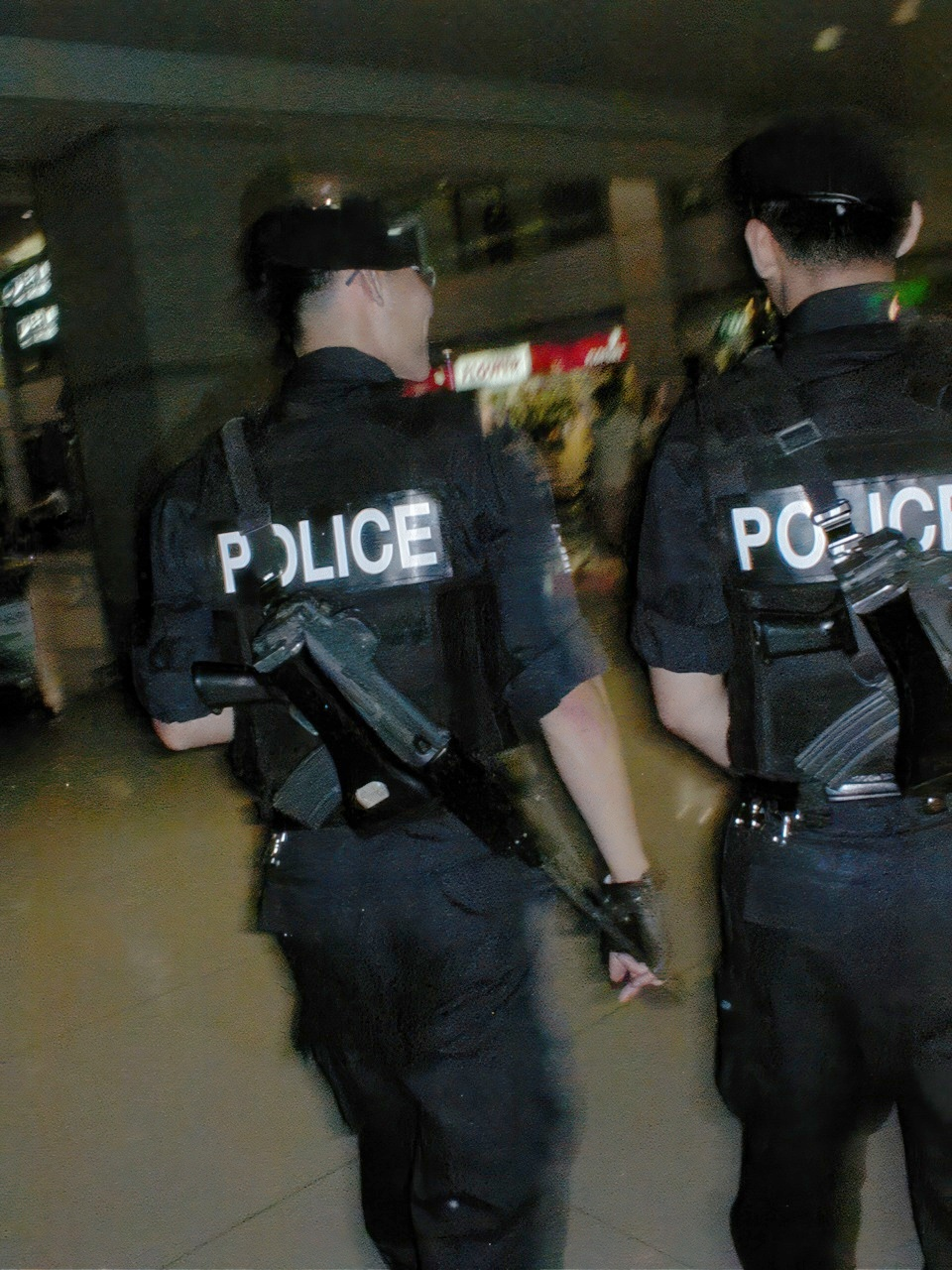
Agentes antidisturbios de la Policía Nacional surcoreana, armados con fusiles Daewoo K2. Obsérvese la culata plegada.

Durante el desarrollo del XB se fabricaron seis prototipos distintos. De estos 6, fue seleccionado el XB6. Algunas piezas del XB6 se parecían a las del FN FNC, tales como la bocacha apagallanas y los mecanismos de puntería. El posterior desarrollo del XB6 dio origen al XB7 y finalmente al XB7C, también conocido como el XK2. Teniendo una apariencia externa similar al del AR-18, el K2 utiliza polímero para el guardamano, pistolete y culata plegable. El sistema del selector y el conjunto del portacerrojo son derivados a partir del M16 estadounidense, pero pocas piezas, incluso el cerrojo y el portacerrojo, son intercambiables con el M16. El sistema de gas está derivado a partir del AKM. El K2 utiliza los mismos cargadores que el M16. El ánima del cañón tiene seis estrías dextrógiras. El K2 tiene 3 modos de disparo: semiautomático, ráfaga corta (3 disparos) y automático.
El K2 puede ser equipado con el DP K201, un lanzagranadas acoplado de 40 mm diseñado a partir del M203 estadounidense. Las Fuerzas Armadas surcoreanas originalmente planearon reemplazar a todos los K2 con la nueva arma combinada Daewoo K11. Sin embargo, su alto costo y el escepticismo sobre la efectividad de la granada de 20 mm llevó a la decisión de suministrar 2 K11 a cada escuadra, manteniendo igualmente dos granaderos. En consecuencia, la escuadra estándar de 9 hombres de las Fuerzas Armadas surcoreanas está actualmente equipada con 2 fusiles K2, 2 fusiles K2 con lanzagranadas K201, 2 armas combinadas K11, 1 ametralladora ligera Daewoo K3 y los demás con fusiles K1 o K2.
El K2 es a veces empleado con bípode y una mira telescópica de 4x aumentos, en un papel similar al del fusil de tirador designado. Una forma más moderna de instalar accesorios al K2 y al K1 es montarle un sistema de rieles PVS-4K estándar (limitado). Este consiste en un cuerpo de aluminio con un riel largo y continuo para instalar miras telescópicas, de punto rojo y nocturnas, con tres rieles adicionales ubicados en la parte inferior y a los lados. Los rieles son tipo Picatinny.

## Sistemas de armas K1 y K2
Mientras que el K1 es usualmente considerado como la versión carabina del K2, el K1 es en realidad un arma aparte:
Las principales diferencias entre las dos armas incluyen desarrollo, tiempo de desarrollo y finalidad. Al K1 le tomó menos tiempo para desarrollarse y entró en servicio más pronto que el K2, siendo desarrollado originalmente como un subfusil porque iba a reemplazar al M3; el K2 fue desarrollado desde el inicio como un fusil de asalto. Otra diferencias son la tasa de rotación del estriado del ánima (1/12 en el K1 y 1/7,3 en el K2) y el sistema de gases, que en el K1 es de empuje directo y en el K2 es un pistón de recorrido largo. Además, las piezas no son intercambiables entre las dos armas a pesar de que pueden usar el mismo cartucho (KM193 de 5,56 mm; el K2 también puede utilizar el cartucho K100 de 5,56 mm).

## Reemplazo vs. actualizaciones
La S&T Daewoo (hoy S&T Motiv) propuso a inicios de 2000 el S&T Daewoo XK8, una versión bullpup del K2. Después de una serie de pruebas de campo, el XK8 fue rechazado por el Ejército de la República de Corea y nunca fue producido en serie.
En fechas más recientes, el desarrollo del arma combinada S&T Daewoo K11, que dispara el cartucho 5,56 x 45 OTAN y la granada de explosión aérea 20 x 30, impulsó a las Fuerzas Armadas surcoreanas a planificar el reemplazo de todos los fusiles K2 en servicio con el K11, que pasaría a ser el fusil estándar de las Fuerzas Armadas. Sin embargo, debido al costo sumamente alto y el peso del K11 como fusil estándar, las Fuerzas Armadas desecharon su plan original y decidieron suminsitrar 2 K11 por escuadra a fin de incrementar el poder de fuego. En consecuencia, el K2 quedó como el fusil estándar.
En 2014 fue introducido un fusil K2 actualizado, el K2A, que está siendo probado en el campo por el Ejército de la República de Corea. Después de terminar las pruebas, el K2A será producido en serie y adoptado por las Fuerzas Armadas en 2015. La producción adicional de fusiles K2 retirará por completo de servicio al M16A1 para el año 2017.

## Variantes
- XB: Se produjeron al menos 6 prototipos distintos (XB1 a XB6).
  - XB6: El prototipo seleccionado.
  - XB7: Desarrollo posterior del XB6.
    - XB7C: Prototipo experimental final. También conocido como XK2.
- K2: Variante producida en serie.
  - AR-100: Versión semiautomática para el mercado civil. Dispara el cartucho 5,56 x 45 OTAN.
  - DR-200: Versión semiautomática para el mercado civil. Dispara el cartucho .223 Remington.
  - DR-300: Versión semiautomática para el mercado civil. Dispara el cartucho 7,62 x 39.
- K2C1: K2 mejorado. Se le han agregado una culata ajustable y rieles Picatinny.
- K2C: Versión carabina del K2 con importantes modificaciones (Riel Picatinny). Se le agregó una culata como la de la M4, su cañón fue acortado a 310 mm y emplea la bocacha apagallamas del K11.[7]

## Usuarios
- Bangladés: Las Fuerzas Especiales de la Armada de Bangladés emplean la variante K2C.[8]
- Corea del Sur: Fusil estándar de las Fuerzas Armadas surcoreanas desde 1985. Fue ampliamente utilizado por el contingente surcoreano en la Operación Enduring Freedom y la Guerra de Irak.[1] Pequeñas cantidades del K2A y el K2C están siendo probadas por el Ejército y las Fuerzas Especiales. Si los resultados de las pruebas cumplen los requisitos, su producción en serie empezará en 2015. La producción adicional le permitirá al K2A reemplazar al M16A1 como el fusil estándar para los soldados en servicio y será entregado a las tropas de reserva en 2017, mientras que el K2C reemplazará al K1A.[9]
- Ecuador: Compró fusiles K2 en 2011.[10]
- Indonesia: Compró 210 fusiles K2 en 2008[11] y en 2011.[10]
- Irak: Las Fuerzas Especiales iraquíes utilizan el K2C.
- Malaui: Recibió 1.100 fusiles K2 y 1.000 fusiles K2C en 2012.[12]
- México: Compró fusiles K2 en 2011.[10]
- Nigeria: Primer usuario extranjero del K2. Compró 3.000 fusiles en 1983 y otro lote en 1996.[13] Compró 30.000 fusiles adicionales en 2006.[14]
- Papúa Nueva Guinea: Compró fusiles K2C en 2013.[15]
- Perú: Es empleado por la Infantería de Marina del Perú.[16]
- Senegal: Compró 100 fusiles K2 en 2003.[13]